# Mary Beth Hurt
Mary Beth Hurt, nata Mary Beth Supinger (Marshalltown, 26 settembre 1946), è un'attrice statunitense.

## Biografia
Studiò arti drammatiche nell'Università dell'Iowa e conseguì il diploma all'Università di New York. Debuttò in teatro nel 1974, ricevendo nel corso della sua carriera tre candidature ai Tony Award.
Esordì in campo cinematografico nel 1978 con il film di Woody Allen Interiors, nel quale interpretò la seconda di tre sorelle, vittime di una serie di ricadute emotive a seguito della disgregazione della propria famiglia. Ottenne altri ruoli importanti in film come Il mondo secondo Garp (1982) e L'età dell'innocenza (1993).
Le è stata diagnosticata la malattia di Alzheimer nel 2023.

## Vita privata
Nel 1971 sposò l'attore William Hurt, da cui divorziò nel 1981. Nel 1983 sposò lo scrittore e regista Paul Schrader. I due hanno un figlio e una figlia.

## Filmografia parziale
- Interiors, regia di Woody Allen (1978)
- In amore si cambia (A Change of Seasons), regia di Richard Lang (1980)
- Il mondo secondo Garp (The World According to Garp), regia di George Roy Hill (1982)
- D.A.R.Y.L., regia di Simon Wincer (1985)
- Posizioni compromettenti (Compromising Positions), regia di Frank Perry (1985)
- Pranzo misterioso (Parents), regia di Bob Balaban (1989)
- Schiavi di New York (Slaves of New York), regia di James Ivory (1989)
- Senza difesa (Defenseless), regia di Martin Campbell (1991)
- Lo spacciatore (Light Sleeper), regia di Paul Schrader (1992)
- L'età dell'innocenza (The Age of Innocence), regia di Martin Scorsese (1993)
- 6 gradi di separazione (Six Degrees of Separation), regia di Fred Schepisi (1993)
- Affliction, regia di Paul Schrader (1998)
- Al di là della vita (Bringing Out the Dead), regia di Martin Scorsese (1999)
- Autumn in New York, regia di Joan Chen (2000)
- The Family Man, regia di Brett Ratner (2000)
- Red Dragon, regia di Brett Ratner (2002)
- The Exorcism of Emily Rose, regia di Scott Derrickson (2005)
- Lady in the Water, regia di M. Night Shyamalan (2006)
- The Walker, regia di Paul Schrader (2007)
- Nella rete del serial killer (Untraceable), regia di Gregory Hoblit (2008)
- Young Adult, regia di Jason Reitman (2011)

## Doppiatrici italiane
- Ada Maria Serra Zanetti in Interiors
- Melina Martello in D.A.R.Y.L.
- Franca Lumachi in L'età dell'innocenza
- Fabrizia Castagnoli in Autumn in New York
- Paola Giannetti in The Family Man
- Rita Savagnone in Nella rete del serial killer
- Aurora Cancian in Young Adult